# 2004 VZ75
2004 VZ75, também escrito como 2004 VZ75, é um objeto transnetuniano que está localizado no Cinturão de Kuiper, uma região do Sistema Solar. Este corpo celeste é classificado como um plutino, pois, o mesmo está em uma ressonância orbital de 2:3 com o planeta Netuno. Ele possui uma magnitude absoluta de 6,4 e tem um diâmetro estimado com 231 km.

## Descoberta
2004 VZ75 foi descoberto no dia 9 de novembro de 2004 pelo astrônomo Marc W. Buie.

## Órbita
A órbita de 2004 VZ75 tem uma excentricidade de 0,276 e possui um semieixo maior de 39,541 UA. O seu periélio leva o mesmo a uma distância de 31,842 UA em relação ao Sol e seu afélio a 47,241 UA.